# وادي الخوف
وادي الخوف أو وادي الرعب (بالإنجليزية: The Valley of Fear)‏ هي الرواية الرابعة والأخيرة لشخصية شرلوك هولمز بقلم السير آرثر كونان دويل. وقد نشرت القصة لأول مرة في مجلة ستراند بين سبتمبر 1914 ومايو 1915. وسجلت حقوق النشر للطبعة الأولى من الكتاب في عام 1914، ونشرت لأول مرة من قبل شركة جورج دوران في نيويورك يوم 27 فبراير عام 1915، ووضعت بها رسوم توضيحية بريشة آرثر كيلر.

## الحبكة
تبدأ الرواية بتلقي شيرلوك هولمز رسالة مشفرة من فريد بورلوك، عميل يحمل اسمًا مُستعارًا هو بروفسور موريارتي. ولكن بعد أن يُرسل بورلوك الرسالة يغيّر رأيه خوفًا من اكتشاف موريارتي أنه خائن. يقرر عدم إرسال المفتاح إلى المُشفر، ولكنه يُرسل رسالة إلى هولمز يخبره فيها بهذا القرار. تمكن هولمز بعد رسالة التشفير والملاحظة الثانية من استنتاج أن مفتاح الشيفرة كتاب، وأن الكتاب المستخدم للتشفير هو كتاب شائع، كبير (فيه 534 صفحة على الأقل)، مطبوع مع عمودين في كل صفحة، وموحد. يتناسب التقويم مع هذه الشروط بالضبط. يُجرب هولمز الإصدار الأخير من تقويم ويتاكر، الذي تلقاهُ فقط قبل أيام قليلة، ويفشل؛ يجرب بعد ذلك الطبعة السابقة. يتمكن هولمز لاحقًا مع هذا التقويم من فك تشفير الرسالة كإنذار أنّ «هناك من يُكِنّ حقد ووحشية ضدّ شخص واحد «دوغلاس»، رجل يسكن في منزل برلستون.
بعد ذلك بدقائق، يصل المفتش ماكدونالد إلى شارع بيكر بأنباء عن مَقتل السيد جون دوغلاس من بيرلستون منزل مانور، بيرلستون، ساسكس. يُخبر هولمز ماكدونالد بتحذير بورلوك، مُقترحًا تورط موريارتي. ومع ذلك، لا يعتقد ماكدونالد أنَّ المجرم هو موريارتي المتعلم والمحترم. يسافر هولمز، واتسون وماكدونالد إلى منزل بيرلستون، قصر قديم محاط بخندق، للتحقيق في الجريمة.
كان دوغلاس قد قُتِلَ في الليلة الماضية. كان سيسيل باركر، وهو ضيف متكرر في منزل بيرلستون، في غرفته في الحادية عشرة والنصف عندما سَمِعَ دويَّ بندقيةٍ، حسب شهادته. كان قد اندفع إلى أسفل للعثور على دوغلاس مُستلقيًا في وسط الغرفة بالقُرب من الباب الأمامي للمنزل، مع بندقيّة رشّاش مُلقاة على صدره. أُطلق عليه النار من مسافة قريبة؛ مُتلقيًّا المجموعة الكاملة من بندقية الرشاش في وجهه، كان رأسه مُتفجرًا «إلى قطع تقريبًا». هرع باركر إلى قسم شرطة القرية وأخطر الرقيب ويلسون الذي كان مسؤولًا عن المركز. تَبِعَ ويلسون باركر إلى المنزل بعد إخطار سلطات المقاطعة.
بدأ الرقيب بالتحقيق على الفور. لفت انتباه باركر النافذة المفتوحة، وتلطيخٍ للدم مثل علامة باب صندوق السيارة على عتبة النافذة. رُفِعَ الجسر المُتحرك فوق الخندق الساعة 6:00 مساء. تكهن باركر بأن القاتل دخل عن طريق الجسر قبل ذلك الوقت واختبأ في الغرفة، وغادر من النافذة مُباشرةً بعد قتل دوغلاس. كان الخندق بعمق بضعة أقدام فقط، وكان من الممكن عبوره بسهولة.
عثر الرقيب ويلسون على بطاقة بجانب الجثة تحمل الحروف الأولى «ف.ف.» والرقم 341 بجانبهم. تم العثور على طبعات حذاء مُوحلة خلف الستائر، مما يدعم نظرية باركر. كان هناك تصميمٌ فضوليّ على ساعد الرجل المقتول، مثلث داخل دائرة؛ لم يكن وشمًا، ولكن علامةً تجاريةً. لوحظت هذا العلامة مراتٍ عديدة مُسبقًا على ساعد جون دوغلاس. يبدو أن خاتم زفاف دوغلاس قد أُخِذَ من يده. وصل رئيس مباحث ساسكس، وايت ماسون، إلى منزل بيرلستون بحلول الساعة 3:00 صباحًا. بحلول الساعة 5:45، كان قد أرسل وراء إسكوتلند يارد. أخذ المفتش أليك ماكدونالد القضية، وأبلغ هولمز لأنه اعتقد أن هولمز سيكون مهتمًا. بحلول الظهيرة، التقى ماكدونالد، هولمز وواتسون مع وايت ميسون في بيرلستون.
ذهب هولمز، ماكدونالد، ووايت ماسون إلى مسرح الجريمة. ناقشوا القضية، ووافقوا على أن الانتحار غير متوقع، وأن شخصًا من خارج المنزل ارتكب جريمة القتل. يقول باركر إنه يعتقد أن جمعيةً سريةً من الرجال لاحقت دوغلاس، وأن دوغلاس تراجع إلى ريف إنجلترا خوفًا على حياته. تزوج السيد دوغلاس قبل خمس سنوات من وصوله إنجلترا. توفيت زوجته الأولى بسبب التيفوئيد. التقى دوغلاس وعَمِلَ مع سيسيل باركر في أمريكا، قبل أن يغادر إلى أوروبا. تسببت بعض أحداث حياة دوغلاس في أميركا في خوفه على حياته، وقالت السيدة دوغلاس إن زوجها ذكر شيئًا يسمى «وادي الخوف».

## الترجمة العربية
- وادي الرعب، ترجمة سمية فلو عبود، دار صوت الناس.[4]
- وادي الخوف، دار شعاع للنشر والعلوم، مها فخري قنبر.[5]
- وادي الرعب، لؤي جابر.
- وادي الأهوال، سلسلة روايات الجيب، محمود مسعود.[6]